# 직관

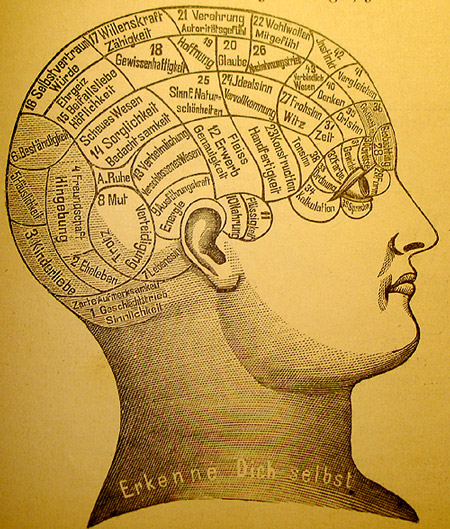

직관(直觀, 영어: intuition)은 감성적인 지각처럼 추리, 연상, 판단 등의 사유 과정을 거치지 않고, 즉 어떻게 지식이 취득되는가를 이해하지 않고 대상을 직접적으로 파악하는 것을 말한다. 증거나 의식적 추론을 거치지 않거나 지식 습득 방법을 알지 못하고 지식을 습득하는 능력을 의미한다. 예를 들면, 학교에서 시험을 볼 때 문제를 보는 순간 즉시 정답이나 풀이 방법이 머리속에 떠오르는 것이다.
대체로는 사유(思惟)를 수단으로 하여 성립하는 간접적인 이성(理性)적 인식과 구별되며, 때로는 대립하고 있다. 비합리주의 철학에서는 논증이나 매개 없이 사물의 본질을 바로 포착할 수 있다고 한다.

## 같이 보기
- 영감
- 브레인스토밍
- 공통감각
- 인식
- 기시감
- 초감각적 지각
- 본능
- 직관주의
- 셀드레이크 이론
- 누스
- 현상학
- 예지
- 전의식
- 라포르
- 세런디피티
- 잠재의식
- 공시성
- 암묵적 지식
- 트루시니스
- 무의식
- 순진한 물리학